# PlayStation Camera

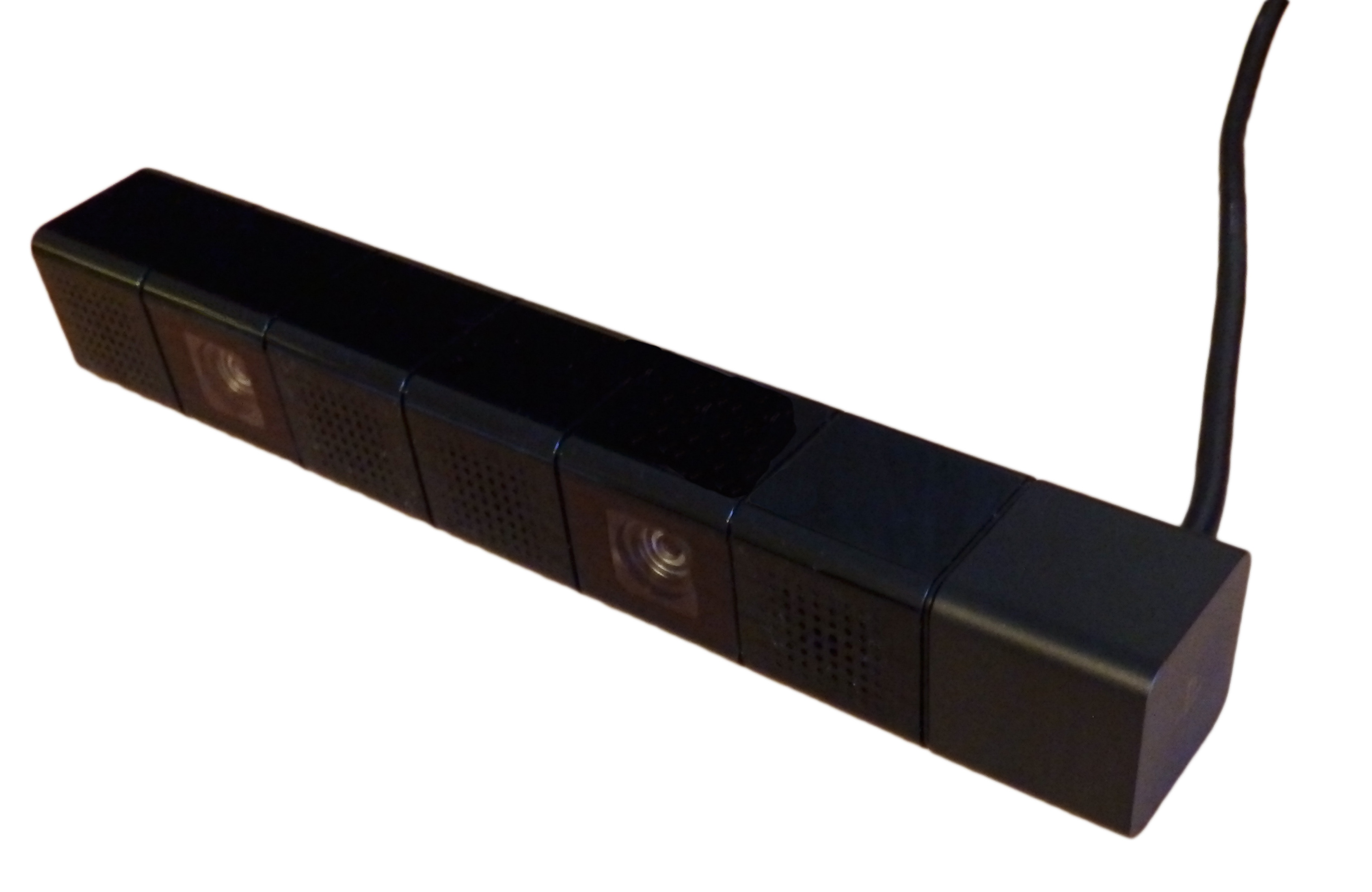
câmera de playstation 4

Predefinição:Infobox information applianceO PlayStation Camera é um sensor de movimento e acessório de câmera para o PlayStation 4, desenvolvido pela Sony Interactive Entertainment. Ele é o sucessor do PlayStation Eye para o PlayStation 3, que foi lançado em 2007. É também o sensor de movimento utilizado para acompanhar o PlayStation VR.

## História
Em 21 de fevereiro de 2013, um dia após o PlayStation 4 ser anunciado,foi revelado que uma câmera estava em desenvolvimento para o PlayStation 4, apelidado de "PlayStation 4 Eye" por conta de seu antecessor, o PlayStation Eye. Ele também foi destaque no trailer do PlayStation 4.
Em Março de 2014, a Sony anunciou que mais de 900.000 unidades do acessório foram vendidos, levando à escassez de estoques.Estima-se que 15% do PlayStation 4, os proprietários também possuía um PlayStation Câmara na época.
Juntamente com o lançamento do PlayStation 4 Pro e PlayStation 4 "Slim", em 7 de setembro de 2016, um projeto de revisão da PlayStation Câmara foi revelado para lançamento em 15 de setembro de 2016. O novo design tem uma forma cilíndrica, em vez de o formato retangular do original, e agora dispõe de um suporte que pode ser usado para ajustar a câmera de ângulo, em vez de uma parte móvel da câmera em si.

## Hardware
PlayStation Câmara tem duas câmeras com resolução de 1280×800 pixels (com lentes de ter um f 2.0, com 30 cm de distância de foco, e 85° campo de visão). Com a dupla configuração da câmera, a câmera pode operar em modos diferentes, dependendo do aplicativo de destino. As duas câmeras podem ser usadas em conjunto para a percepção de profundidade de objetos em seu campo de visão, semelhante ao Kinect Xbox, ou apenas uma ser usada para rastreamento de movimento e outra para gravação de vídeos.
A câmera possui quatro canais de microfone, o que reduz o ruído de fundo e pode até mesmo ser usado para receber comandos de voz. Suas dimensões são 186 mm × 27 mm × 27 mm e peso de 183 gramas (6,5 oz). Ele grava vídeo em formatos RAW e YUV e se conecta ao console através de sua porta especificada.

## Jogos compatíveis
A seguinte lista mostra alguns jogos de PlayStation 4 compatíveis com o acessório, algumas das quais não ser especificamente desenvolvido para o PlayStation Camera.
- Alien: Isolation
- Angry Birds Star Wars
- Baila Latino
- Commander Cherry's Puzzled Journey
- FIFA 15, 16 and 17
- Just Dance 2014, 2015, 2016, 2017,2018,2019, e 2020
- LittleBigPlanet 3
- NBA 2K15, 2K16, and 2K17
- Omega Quintet
- The Playroom
- Rabbids Invasion: The Interactive TV Show
- SHAREfactory
- SingStar
- Surgeon Simulator
- Tearaway Unfolded
- Until Dawn
- War Thunder

O menu PlayStation 4 suporta controles de movimento e comandos de voz através da PlayStation Câmera (o último é suportada usando qualquer um microfone).

## PlayStation VR
Desde o lançamento do PlayStation VR em 13 de outubro de 2016, o PlayStation Camera é utilizada como um dos componentes principais do PlayStation VR sistema. A câmara detecta os LEDs incorporados no fone de ouvido para fins de rastreamento de movimento.